# Torre de Peñafiel
Torre de Peñafiel – gmina w Hiszpanii, w prowincji Valladolid, w Kastylii i León, o powierzchni 30,22 km². W 2011 roku gmina liczyła 46 mieszkańców.